# Antonín Melč
Antonín Melč (1. dubna 1952 – 17. srpna 2019) byl český hokejista, obránce.

## Hokejová kariéra
V lize hrál za TJ SONP Kladno. S Kladnem získal v letech 1976–1978 třikrát mistrovský titul.

## Klubové statistiky
| Sezona    | Klub              | Soutěž  | Základní část | Základní část | Základní část | Základní část | Základní část |
| Sezona    | Klub              | Soutěž  | Z             | G             | A             | B             | TM            |
| --------- | ----------------- | ------- | ------------- | ------------- | ------------- | ------------- | ------------- |
| 1971/1972 | TJ SONP Kladno    | 1. liga | 2             | 0             | 0             | 0             | 10            |
| 1975/1976 | TJ SONP Kladno    | 1. liga | 20            | 1             | 1             | 2             | 6             |
| 1976/1977 | TJ SONP Kladno    | 1. liga | 22            | 0             | 3             | 3             | 4             |
| 1977/1978 | Poldi SONP Kladno | 1. liga | 10            | 0             | 1             | 1             | 2             |
| 1978/1979 | Poldi SONP Kladno | 1. liga | 21            | 1             | 0             | 1             | 10            |